# Estação Liberté
Liberté é uma estação da linha 8 do Metrô de Paris, localizada na comuna de Charenton-le-Pont.

## Localização
A estação está implantada sob a rue de Paris, antiga nacional 6 desclassificada, na altura da place des Marseillais, ou seja, a nordeste da interseção com a avenue de la Liberté. Orientada no eixo noroeste/sudeste, ela se intercala entre as estações Porte de Charenton e Charenton - Écoles.

## História
A estação foi aberta em 5 de outubro de 1942 com o lançamento da extensão da linha 8 de Porte de Charenton a Charenton - Écoles.
Deve seu nome à proximidade com a avenue de la Liberté, que remete ao lema da República Francesa, Liberté, Égalité, Fraternité.
As plataformas foram renovadas pela primeira vez após 1969, adotando o estilo "Mouton-Duvernet" com ladrilhos de dois tons alaranjados, contrastando radicalmente com o branco dominante de origem do metrô, bem como com as rampas luminosas características deste tipo de arranjo, posteriormente completados por assentos de estilo "Motte" de cor vermelha.
No âmbito do programa "Un métro + beau" da RATP, a estação foi reformada a partir de 2 de julho de 2012, necessitando seu fechamento ao público até 29 de agosto. As obras, pondo fim ao seu estilo de decoração "Mouton" em prol de um retorno às tradicionais telhas brancas biseladas, são terminadas em 12 de julho de 2013.
Em 2011, 2 607 263 passageiros entraram nesta estação. Em 2012, foram 2 297 065 passageiros. Foram contados 2 557 299 passageiros em 2013, o que a coloca na 215ª posição das estações de metrô por sua frequência em 302.

## Serviços aos Passageiros

### Acessos
A estação possui quatro acessos divididos em cinco entradas de metrô:
- O acesso 1 "rue de Paris", constituído por uma escada rolante a montante que permite apenas a saída da plataforma em direção a Pointe du Lac, levando à direita do nº 139 desta rua;
- O acesso 2 "avenue de la Liberté" constituído por duas escadarias ornados cada uma de um candelabro Dervaux, estabelecido em ambos os lados da rue de Paris, um voltado para o nº 118, o outro à altura do nº 137.
- O acesso 3 "rue de Valmy" constituído por uma escada fixa decorada com um mastro Dervaux, se situando à direita do nº 150 da rue de Paris.
- O acesso 4 "avenue du Général-Chanzy", também constituído de uma escada fixa dotada de um totem Dervaux, se situando de frente para o nº 147 da rue de Paris.

### Plataformas
Liberté é uma estação de configuração padrão: ela possui duas plataformas laterais separadas pelas vias do metrô e a abóbada é elíptica. A decoração é do estilo utilizado pela maioria das estações de metrô: as faixas de iluminação são brancas e arredondadas no estilo "Gaudin" da renovação do metrô da década de 2000, e as telhas em cerâmica brancas biseladas recobrem os pés-direitos, a abóbada, os tímpanos e as saídas dos corredores. Os quadros publicitários são em cerâmica branca e o nome da estação está inscrito em fonte Parisine em placas esmaltadas. Os assentos de estilo "Akiko" são de cor verde.

### Intermodalidade
A estação é servida pelas linhas 77, 109, 111 e 180 da rede de ônibus RATP.

## Pontos turísticos
- O Musée Toffoli, dedicado ao pintor Louis Toffoli (1907-1999), habitante de Charenton-le-Pont
- A partir da ponte sobre a avenue de la Liberté, uma vista emerge sobre a pátio e o local de estacionamento do TGV de Bercy-Conflans, bem como o Boulevard périphérique de Paris e a Biblioteca Nacional da França.
- O Bois de Vincennes.
- O Velódromo Jacques-Anquetil, inicialmente denominado La Cipale.
- A Foire du Trône.

Galeria de fotografias
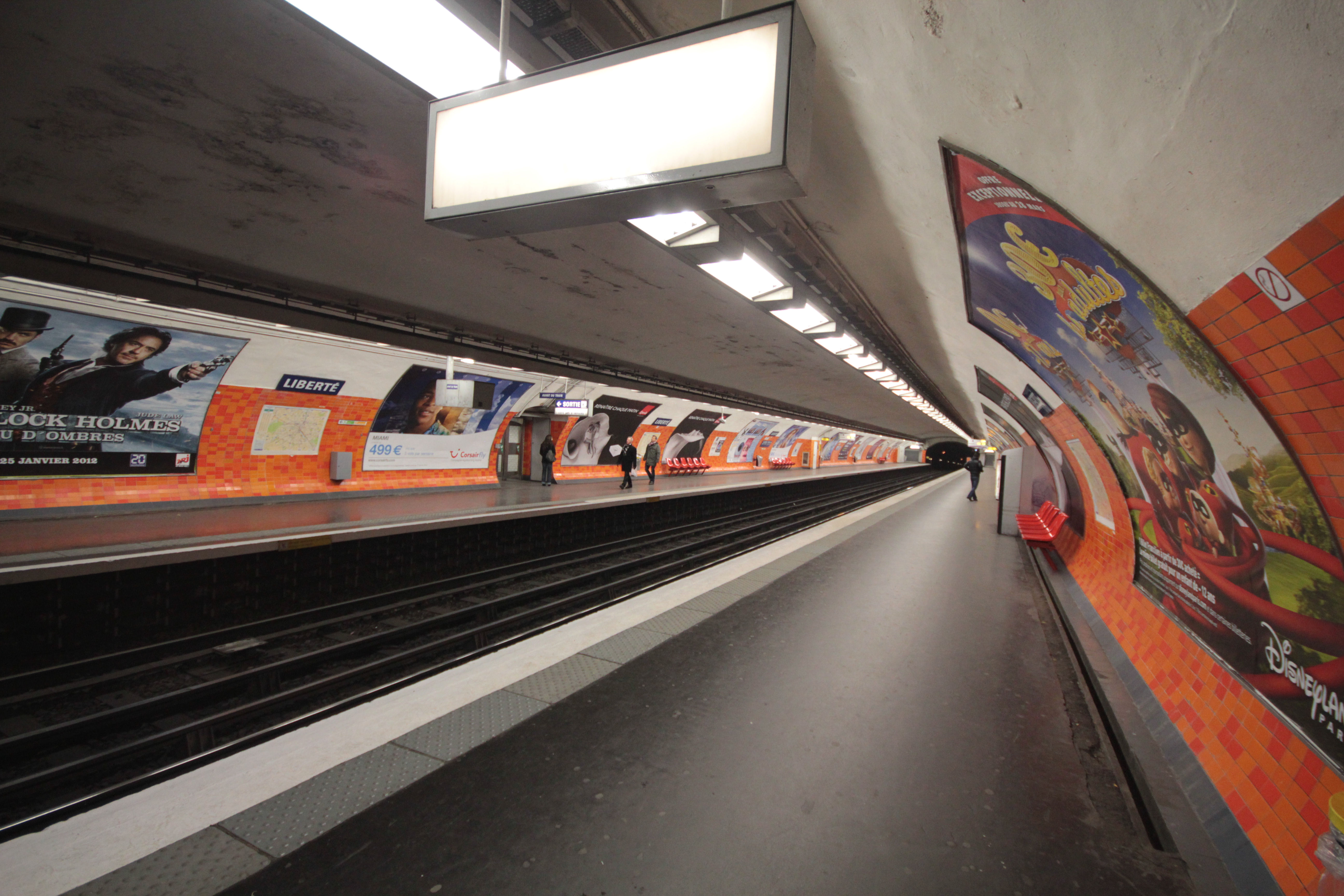
As plataformas da estação e suas telhas laranjas datando da década de 1970, substituídas em 2012.
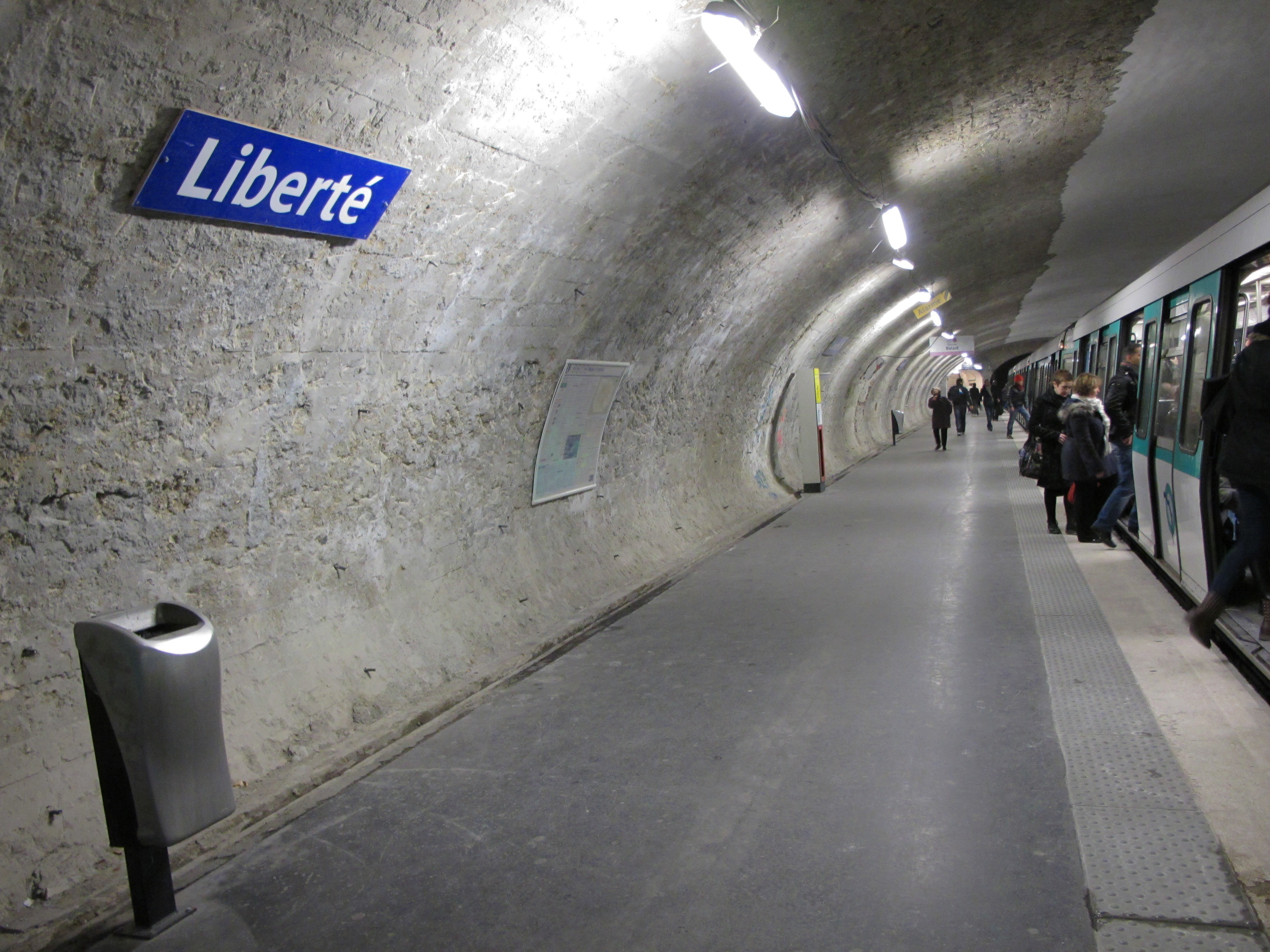
Parede da estação após a remoção das telhas em novembro de 2012.
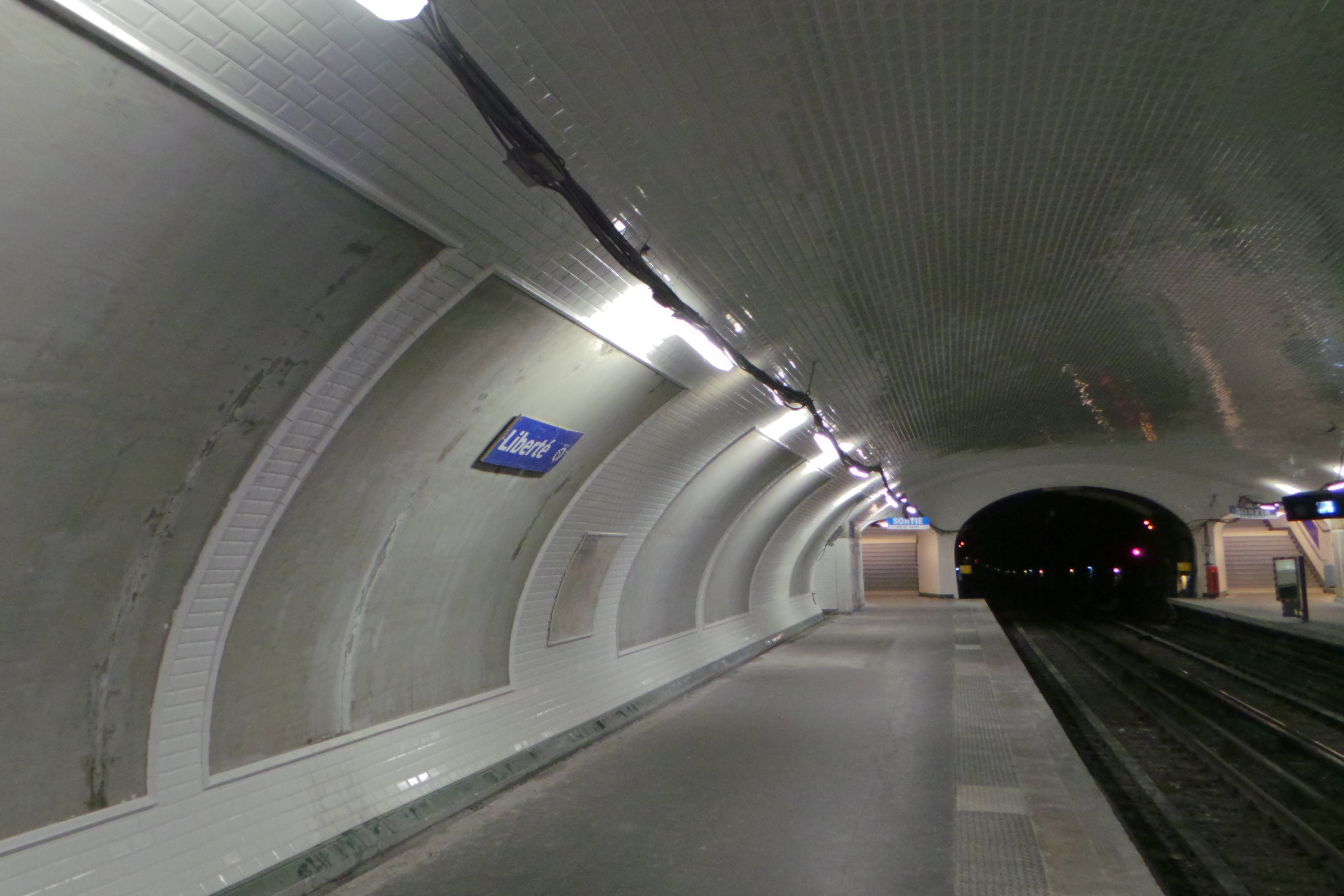
Parede da estação em junho de 2013.
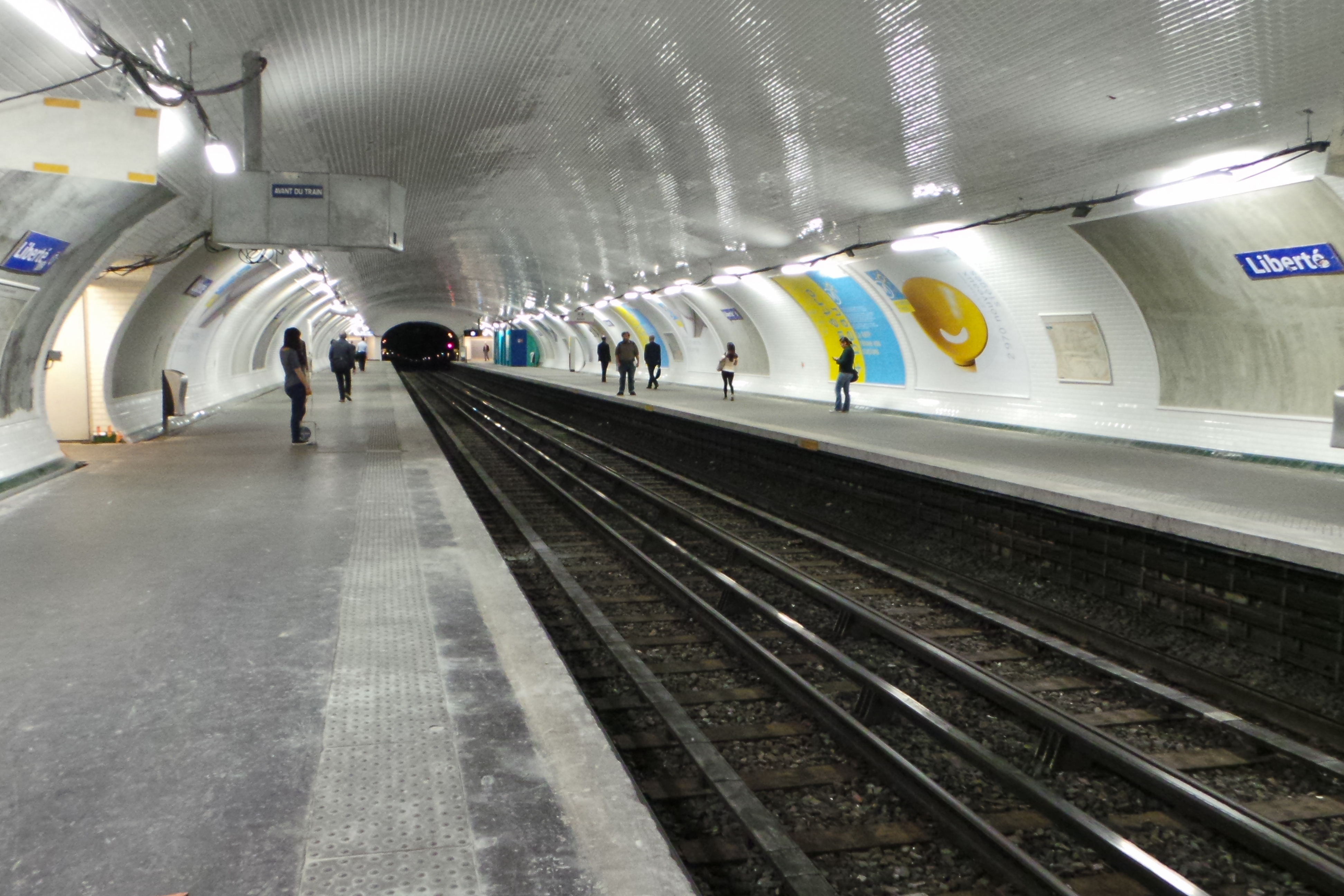
Interior da estação em junho de 2013.